# USS G-1 (SS-19½)
USS G-1 (SS-19½) – amerykański okręt podwodny, pierwsza jednostka Simona Lake’a przyjęta do służby w amerykańskiej marynarce wojennej. Budowę okrętu rozpoczęto 2 lutego 1909 roku w stoczni Newport News w Newport News w stanie Wirginia, która budowała jednostkę jako podwykonawca należącej do Lake’a Lake Torpedo Boat Company. Początkowo okręt budowany był jako USS „Seal”, jednak 17 listopada 1911 roku nazwę zmieniono na G-1. Okręt zwodowano 8 lutego 1911 roku, po czym 28 października 1912 roku jednostkę przyjęto do służby w United States Navy. Po zatonięciu USS F-1 (SS-20) w 1917 roku, zmieniono oznaczenie okrętu na SS-20.
G-1 powstał w wyniku zażartej konkurencji o kontrakty ze strony marynarki z należącą w tym czasie częściowo do Johna Hollanda stocznią Electric Boat w Groton. Obaj pionierzy tej klasy okrętów i wynalazcy korzystali w niej ze wsparcia politycznego w Kongresie, dysponujący jednak mniejszą ilością kapitału Lake budował konstrukcje bardziej awangardowe, choć nie pozbawione zalet. US Navy preferowała jednak prostotę konstrukcji, tymczasem zaawansowane konstrukcje Lake'a, skomplikowane, często oparte na niekonwencjonalnych założeniach, przegrywały wielokrotnie rywalizację z konstrukcjami Electric Boat. W międzyczasie Lake opracował i zbudował dwie generacje okrętów dla Austro-Węgier i Rosji z wieloma nowatorskimi rozwiązaniami, opóźniło to jednak konstrukcję G-1. Ostatecznie mimo wielu zastrzeżeń marynarki, US Navy kupiła okręt Lake'a, który nosić miał nazwę „Seal”.
G-1 był okrętem jednokadłubowym z wewnętrznym zbiornikiem balastowym oraz wysuwanymi kołami służącymi do poruszania się po dnie morskim. Według niektórych źródeł G-1 był jednak okrętem dwukadłubowym, z niewielkim zapasem pływalności co ograniczało jego dzielność morską. Stanowiące „znak firmowy” wielu konstrukcji Lake'a koła, nie były wyposażone w odrębny napęd – ich zadaniem była amortyzacja okrętu na dnie morskim. Wyposażona była w śluzę umożliwiającą operowanie nurków. Trzy pary sterów umieszczone były wzdłuż kadłuba jednostki. Dwie podwójne wyrzutnie torpedowe kalibru 450 mm umieszczone były przed i za kioskiem, dwie zaś pojedyncze wyrzutnie tego samego kalibru wbudowane były w kadłub na dziobie. Okręt napędzany był dwoma silnikami benzynowymi White and Middleton na powierzchni oraz parą silników elektrycznych Diehl w zanurzeniu. Podczas remontu w 1916 roku usunięto jedną parę wyrzutni zewnętrznych oraz po jednym silniku.
Do momentu wycofania okrętu ze służby 6 marca 1920 roku, jednostka służyła na Atlantyku głównie do celów szkoleniowych. W maju 1921 roku okręt został zatopiony jako cel do testów eksplozji podwodnych.